# Try Anything Once
Try Anything Once – pierwszy album solowy Alana Parsonsa nagrany po rozpadzie zespołu The Alan Parsons Project. Pojawili się na nim m.in. David Pack (wokalista zespołu Ambrosia), Jacqui Copland (z chóru Duran Duran), Eric Stewart (były gitarzysta Mindbender i 10cc) oraz frontman zespołu Manfred Mann’s Earth Band, Chris Thompson.
Album ma charakter odmienny od poprzednich, eterycznych wyczynów Projektu. Utwory Back Against The Wall i Breakaway można nawet zaliczyć do gatunku rocka, podczas gdy Mr. Time i Wine From The Water zachowały pewne elementy byłych nagrań Projektu.

## Lista utworów
1. "The Three Of Me" (główny wokal David Pack) – 5:52
2. "Turn It Up" (główny wokal Chris Thompson) – 6:13
3. "Wine From The Water" (główny wokal Eric Stewart, dodatkowy wokal Alan Parsons & Ian Bairnson) – 5:43
4. "Breakaway" (instrumental) – 4:07
5. "Mr Time" (lead vocal Jacqui Copland) – 8:17
6. "Jigue" (instrumental) – 3:24
7. "I’m Talkin’ To You" (lead vocal David Pack) – 4:38
8. "Siren Song" (główny wokal Eric Stewart) – 5:01
9. "Dreamscape" (instrumentalny) – 3:01
10. "Back Against The Wall" (główny wokal Chris Thompson, dodatkowy wokal Jacqui Copland) – 4:38
11. "Re-Jigue" (Instrumentalny) – 2:28
12. "Oh Life (There Must Be More)" (główny wokal David Pack) – 6:32

## Skład
- Ian Bairnson – syntezator, gitara basowa, gitara, Pedal Steel, śpiew
- Jaqui Copland – śpiew
- Richard Cottle – syntezator, saksofon
- Stuart Elliott – syntezator, perkusja
- David Pack – syntezator, gitara, śpiew
- Alan Parsons – syntezator, gitara akustyczna, gitara basowa, Flet, śpiew
- Jeremy Parsons – gitara
- Londyńska The Philharmonia Orchestra
- Graham Preskett – skrzypce, mandolina
- Eric Stewart – śpiew
- Chris Thompson – śpiew